# 村上佳菜子
村上 佳菜子（むらかみ かなこ、英: Kanako Murakami、1994年11月7日 - ）は、日本のプロフィギュアスケーター、タレント、解説者。2000年代後半から2010年代にかけてフィギュアスケート競技の女子シングル種目で活躍した。愛知県名古屋市出身。中京大学卒業。2014年ソチオリンピック日本代表（12位）。
主な競技成績は、2014年四大陸選手権優勝、2010年グランプリファイナル3位、2013年世界選手権4位、2010年世界ジュニア選手権優勝、2009年ジュニアグランプリファイナル優勝など。マネジメントはユニバーサルスポーツマーケティング（2015年 - ）。2021年からはホリプロに所属している。2024年に結婚。

## 人物
- 趣味は、音楽・ダンス・読書など。
- 高校に進学した際、同校の先輩である浅田真央が着ていたブレザーを譲り受け、着用している。タレントの松浦亜弥に似ていることから「氷上のあやや」と一部メディアで報じられた[10][11]。2010年、地元ナゴヤドームで行われた、プロ野球開幕戦にて始球式を務めた。
- あがり症なため、競技の始まる前は胸に手をあて、祖父から教わったおまじないをつぶやいている。6歳年上の姉・友季子（元フィギュアスケート選手）は佳菜子について、妹は天才肌の浅田姉妹（舞・真央）とは異なり、「繊細」で「すごい緊張するタイプ」であり、「ポスト浅田真央」として五輪での活躍が期待された際にはプレッシャーに負けてしまうのではと心配していたという[12]。
- 幼少期からアトピー性皮膚炎を患い、朝目が覚めるとシーツが血に染まっていたこともある[13]。2014年のソチオリンピックシーズンは特に酷く、火傷と同レベルの損傷となり、山田コーチとも相談して本番衣装を直前で変更するほど。現役時代はドーピング検査で反応が出るためステロイドは使用できなかった。引退後は食事にも気を付けはじめ、2023年のインタビューによれば「ここ１、２年でかなり落ち着いてきている」[13]とのこと。
- 大のかき氷好きで、”ゴーラー”を自称している。2016年には年間500杯のかき氷を食べ、ひと月あたり42000円を費やすことも明かされた[14]。2023年に出演した『路線バスで寄り道の旅』では、大好きな店としてかき氷専門店を紹介している[15]。
- 愛犬家で、小学校3年生から2018年8月までチワワの「チロル」と暮らしていた。名付け親は元フィギュアスケート選手の中野友加里[16]。2019年8月に元保護犬でキャバリアの「ViVi」を迎える[17]。
- 選手時代から頻繁に髪型・髪色を変えており、本人によれば気分が晴れないときの心をリセットする手段であるという。ネガティブな性格ゆえにポジティブになる方法を模索するなかで、自身を研究した結果である[18]。

## スケート技術
山田満知子によると小学6年のころには3回転アクセルを跳んでいた。現在はアクセルを除く5種類の3回転ジャンプをプログラムに用いているが、ルッツはインサイドエッジで踏み切る癖があり、減点されることが多い。コンビネーションジャンプでは、3回転トウループ-3回転トウループを得意としていたが、2011-2012シーズンはより難易度の高い3回転フリップ-3回転トウループを取り入れている。

## 経歴

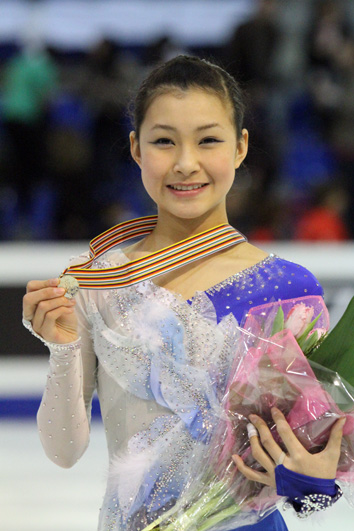
2010年世界ジュニア選手権

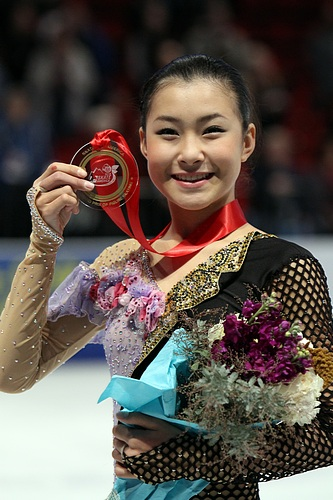
2010年スケートアメリカ

### 生い立ち
愛知県名古屋市中区出身。名古屋市立栄小学校、名古屋市立前津中学校、中京大学附属中京高等学校、中京大学スポーツ科学部競技スポーツ科学科卒業。大須のリンクでスケートを始めた6歳年上の姉・友季子についていき、3歳からスケートを始める。ホームリンクは大須スケートリンク。

### ジュニア時代
2008-2009シーズンから国際スケート連盟主催のジュニアクラス競技会に参加。ISUジュニアグランプリシリーズ (JGP) 初出場となるジョン・カリー記念で優勝し、ファイナルに進出。国内では全日本ジュニア選手権3位となり全日本選手権に出場。選手中最年少ながら7位となり新人賞を受賞。
2009-2010シーズン、JGPトルン杯とクロアチア杯、全日本ジュニア選手権、ジュニアグランプリファイナルでそれぞれ優勝。初めて出場したシニアの国際大会・アイスチャレンジでも優勝を果たす。全日本選手権では5位入賞。初出場の世界ジュニア選手権では日本女子シングル選手6人目の優勝者になった。

### シニアデビューとソチオリンピックまでの道のり
2010-2011シーズンよりシニアのグランプリシリーズに参戦。NHK杯ではショートプログラムで2位につけるも、フリースケーティングはジャンプで3度転倒するなどして5位、総合3位となった。2戦目のスケートアメリカではSP、フリーともに2位とで総合優勝。グランプリファイナルでは、2位と0.01ポイント差の3位（日本人最高位）に入った。全日本選手権では安藤美姫、浅田真央に次ぐ3位となり、自身初めてとなる世界選手権の代表に選出された。
当初日本の東京で予定された2011年世界選手権は開催前の東日本大震災で中止・約1か月延期され、ロシアのモスクワで代替開催となった。その自身初出場の世界選手権は、SPのダブルアクセルでステップアウトしてしまい、10位と出遅れた。フリーではフリップが一回転になったが、その他は大きなミスをせず7位となるも、総合8位に留まった。
2011-2012シーズンは新たに3回転フリップ-3回転トウループのコンビネーションを取り入れた構成に挑むも、グランプリシリーズでは中国杯6位、エリック杯4位と成績が振るわずGPファイナル出場を逃した。全日本選手権では、ショートプログラムで1位になるものの、フリースケーティングではステップの途中で転倒してしまうなどミスが目立ち、総合3位に終わった。四大陸選手権は、標高2,000m近くのコロラドスプリングスで開催された影響もあってか、体調不良のアクシデントもあり総合4位に留まる。2年連続2回目の出場となる世界選手権（フランス・ニース）は、SPでほぼノーミスの演技で2位の好発進だったが、フリーでは3回転フリップが両足着氷やアクセルジャンプが2度共1回転半になるなど失敗が重なり5位、総合順位も5位に下がりメダル獲得はならなかった。初出場の世界国別対抗戦ではSPでパーソナルベストをマークし3位につけたが、フリーではミスが続いて8位で自身の成績は総合6位に終わるも、日本代表としては総合優勝を果たした。
2012-2013シーズンでは、ショートプログラムでも、今までフリースケーティングで行われていた後半基礎点が1.1倍になる制度が導入され、ステップから入り後半にジャンプを固める珍しい構成のプログラムに挑戦。シーズン前半はミスが目立ったが後半は安定した演技を見せ、全日本選手権は2位、四大陸選手権3位に入る。世界選手権（カナダ・ロンドン）では、結果同大会自身最高順位となる総合4位に入り、翌2014年のソチオリンピック女子シングル日本代表は、浅田真央の3位との成績で最大の「3枠」を確保した。

### ソチオリンピック
2013-2014シーズンのグランプリシリーズ第3戦の中国杯では、総合4位と表彰台を逃した。さらに第6戦ロステレコム杯では、SPの冒頭で他の選手の曲である「セックス・アンド・ザ・シティ」が流れるというアクシデントに見舞われ、直後の演技で3回転-3回転の連続ジャンプが2回転-2回転になるなどジャンプにミスが出てしまい最下位の9位、翌日のフリーでは2つのジャンプで回転不足を取られた以外はほぼ完璧な演技も4位、総合7位でGPファイナル進出は果たせなかった。その後、ショートプログラムを2シーズン前のヴァイオリンミューズに戻し、プログラム変更後最初の試合となった全日本選手権では、変更したショートプログラム、そしてフリースケーティングともにほぼ完璧な演技をして総合2位に。冬季オリンピック初出場となる念願のソチオリンピック出場権を獲得した。四大陸選手権ではフリースケーティング・トータルスコア共に自己ベストを更新し、同大会初優勝を飾った。
しかし期待されたソチ五輪の女子シングル本番（団体戦は欠場、個人戦のみ出場）は、ショートプログラムでの3回転フリップが1回転に抜けるミスが響き、15位発進と大きく出遅れる。フリースケーティングでも3回転ルッツでバランスを崩し、3回転ループが2回転になるなどのジャンプ失敗で得点を伸ばせず12位、結局総合12位に終わり8位入賞には届かなかった。4年連続出場の世界選手権（日本・さいたま市）でも、SP10位・フリー共に10位の総合10位に留まった。今シーズン限りで引退も考えていた中「このままでは満足出来ない。次に向けてもう一度やり直す」と来シーズンへの現役続行を宣言した。

### ソチオリンピック以降
2014-2015シーズンのGPシリーズでは、中国杯で3位に入るも、NHK杯はフリーでザヤックルール違反を犯してしまい4位に終わる。全日本選手権ではSP9位と大きく出遅れるが、フリーで挽回して4位に。同大会では総合5位に留まったが、過去の実績等が考慮され5年連続5回目の世界選手権（中国・上海市）代表入りを獲得した。その世界選手権のSPではシーズンベストを更新する4位の好位置につけたがフリーのみでは8位と順位を下げて総合成績は7位に留まり、念願の世界選手権メダル獲得はならなかった。
2015-2016シーズンのGPシリーズでは、スケートカナダで4位、続くエリック杯では、パリ同時多発テロの影響でフリーが中止になり、SPの結果だけで最終成績は4位に終わり、2戦とも表彰台を逃した。全日本選手権は、総合6位に終わり、世界選手権（アメリカ合衆国・ボストン）、四大陸選手権代表から落選。しかし、浅田真央が四大陸選手権の出場を辞退したため、急遽繰り上げ出場となった。
SPは3季ぶりにパーソナルベストを更新し、2位につけたがフリーで失速し、総合7位となった。

### 現役引退
ソチオリンピック以降の3年間は思うような結果を出せずに苦しい日々を送り、左足の疲労骨折を抱える中で「最後になってもいい、自分の納得できる演技をしたい」と臨んだ2016年12月末の第85回全日本フィギュアスケート選手権において8位となって、「スケート人生の全てを出せました」として引退を示唆。2017年世界フィギュアスケート選手権の補欠に選出されたことからシーズン中は練習を継続し、2017年3月に中京大学を卒業。シーズン終了後となる2017年4月23日に自身の公式サイトにおいて直筆メッセージにて現役引退を表明し、同日開催の2017年世界フィギュアスケート国別対抗戦のエキシビションに出演し、「現役スケーターとして最後の演技になります」とアナウンスされた。今後はプロスケーターとして活動していくことを表明した。
現役引退後は、2017年4月29日に開催されたアイスショー『プリンスアイスワールド』（新横浜スケートセンター）に出演して、プロフィギュアスケーターとして活動を開始。また山田満知子のもとで修行しつつ指導者を目指し、将来は「五輪に選手を連れて行けるコーチになりたい」としている。さらに2018年の平昌オリンピックではフィギュアスケート解説者として複数の局にまたがって出演し、安定感のある技術的な解説に親交の深い浅田真央とのエピソードなど斬新な視点も織り交ぜて高評価を得ている。

### タレント活動
現役引退後にタレント活動を行っていた織田信成の影響を受け、「自分もこういうテレビに出てみたい、楽しいからこっちで頑張りたい」としてタレント活動を開始。2017年6月放送の『昼めし旅 〜あなたのご飯見せてください!〜』（テレビ東京）でバラエティ番組に初出演。喜怒哀楽を思いきり表現する豊かな表情と視聴者を元気づける笑顔が評価され、2017年10月から『メレンゲの気持ち』（日本テレビ）にレギュラー出演し、元スポーツ選手としては初めて同番組のMCを務める。多数のバラエティ番組で引っ張りだことなり、2018年に入るとニホンモニター社「2018上半期タレント番組出演本数ランキング」の「ブレイクタレント」部門にて昨年同期比119本増で第1位を獲得、年間でも第4位にランクインした。
2019年1月には『ニュースOne』（東海テレビ）でスポーツコーナー「かな☆スポ!」を担当しキャスターデビュー。また同月放送の『グッドワイフ』（TBS）でテレビドラマに初出演し宝飾店の店員役を演じて女優デビュー、同年11月放送の愛知発地域ドラマ『黄色い煉瓦〜フランク・ロイド・ライトを騙した男〜』（NHK BSプレミアム）に女性ライター役で出演。これは主役に次ぐ二番手の役どころへの大抜擢である。
また同年2月からは『BRASS presents ブラス・ミュージック』（@FM）で初のラジオパーソナリティを務める。
2021年6月1日付で大手芸能事務所のホリプロへ移籍。

### 私生活
2024年1月21日、『シューイチ』（日本テレビ）の番組内で婚約を報告。3月15日、婚姻届を提出した。

## 主な戦績
| 大会/年               | 2008-09 | 2009-10 | 2010-11 | 2011-12 | 2012-13 | 2013-14 | 2014-15 | 2015-16 | 2016-17 |
| --------------------- | ------- | ------- | ------- | ------- | ------- | ------- | ------- | ------- | ------- |
| 冬季オリンピック      |         |         |         |         |         | 12      |         |         |         |
| 世界選手権            |         |         | 8       | 5       | 4       | 10      | 7       |         |         |
| 四大陸選手権          |         |         |         | 4       | 3       | 1       |         | 7       |         |
| 世界国別対抗戦        |         |         |         | T1 / P6 |         |         | T3 / P6 |         |         |
| 全日本選手権          | 7       | 5       | 3       | 3       | 2       | 2       | 5       | 6       | 8       |
| GPファイナル          |         |         | 3       |         |         |         |         |         |         |
| GPロステレコム杯      |         |         |         |         | 4       | 7       |         |         | 11      |
| GPスケートアメリカ    |         |         | 1       |         |         |         |         |         | 10      |
| GPエリック杯          |         |         |         | 4       |         |         |         | 4       |         |
| GPスケートカナダ      |         |         |         |         | 3       |         |         | 4       |         |
| GPNHK杯               |         |         | 3       |         |         |         | 4       |         |         |
| GP中国杯              |         |         |         | 6       |         | 4       | 3       |         |         |
| CSロンバルディア杯    |         |         |         |         |         |         |         |         | 6       |
| CS USクラシック       |         |         |         |         |         |         |         | 7       |         |
| チャレンジカップ      | 1 J     |         |         |         |         |         | 1       |         |         |
| アイスチャレンジ      |         | 1       |         |         |         |         |         |         |         |
| 冬季アジア大会        |         |         | 1       |         |         |         |         |         |         |
| 世界Jr.選手権         |         | 1       |         |         |         |         |         |         |         |
| 全日本Jr.選手権       | 3       | 1       |         |         |         |         |         |         |         |
| JGPファイナル         | 4       | 1       |         |         |         |         |         |         |         |
| JGPクロアチア杯       |         | 1       |         |         |         |         |         |         |         |
| JGPトルン杯           |         | 1       |         |         |         |         |         |         |         |
| JGPジョン・カリー記念 | 1       |         |         |         |         |         |         |         |         |
| JGPマドリード杯       | 3       |         |         |         |         |         |         |         |         |

- J - ジュニアクラス

### 詳細
| 2016-2017 シーズン    |                                                                |          |          |           |
| 開催日                | 大会名                                                         | SP       | FS       | 結果      |
| 2016年12月22日 - 25日 | 第85回全日本フィギュアスケート選手権（門真）                   | 12 58.52 | 7 124.03 | 8 182.55  |
| 2016年11月4日 - 6日   | ISUグランプリシリーズ ロステレコム杯（モスクワ）               | 10 55.25 | 11 95.78 | 11 151.03 |
| 2016年10月21日 - 23日 | ISUグランプリシリーズ スケートアメリカ（シカゴ）               | 10 47.87 | 9 97.16  | 10 145.03 |
| 2016年9月8日 - 11日   | ISUチャレンジャーシリーズ ロンバルディアトロフィー（ベルガモ） | 8 54.61  | 6 96.66  | 6 151.27  |

| 2015-2016 シーズン       |                                                                                |         |           |          |
| 開催日                   | 大会名                                                                         | SP      | FS        | 結果     |
| 2016年2月16日 - 21日     | 2016年四大陸フィギュアスケート選手権（台北）                                   | 2 68.51 | 13 106.61 | 7 175.12 |
| 2015年12月24日 - 27日    | 第84回全日本フィギュアスケート選手権（札幌）                                   | 4 66.02 | 8 115.56  | 6 181.58 |
| 2015年11月13日 - 15日    | ISUグランプリシリーズ エリック・ボンパール杯（ボルドー）                       | 4 58.30 | 中止      | 4        |
| 2015年10月30日 - 11月1日 | ISUグランプリシリーズ スケートカナダ（レスブリッジ）                           | 3 59.79 | 6 111.80  | 4 171.59 |
| 2015年9月16日 - 20日     | ISUチャレンジャーシリーズ USインターナショナルクラシック（ソルトレイクシティ） | 5 55.58 | 8 92.02   | 7 147.60 |

| 2014-2015 シーズン    |                                                |         |          |          |
| 開催日                | 大会名                                         | SP      | FS       | 結果     |
| 2015年4月16日 - 19日  | 2015年世界フィギュアスケート国別対抗戦（東京） | 5 62.39 | 6 113.32 | 3 団体   |
| 2015年3月23日 - 29日  | 2015年世界フィギュアスケート選手権（上海）     | 4 65.48 | 8 114.18 | 7 179.66 |
| 2015年2月19日 - 22日  | 2015年チャレンジカップ（ハーグ）               | 1 61.64 | 1 111.27 | 1 172.91 |
| 2014年12月25日 - 28日 | 第83回全日本フィギュアスケート選手権（長野）   | 9 57.55 | 4 110.74 | 5 168.29 |
| 2014年11月28日 - 30日 | ISUグランプリシリーズ NHK杯（門真）            | 3 64.38 | 7 108.71 | 4 173.09 |
| 2014年11月7日 - 9日   | ISUグランプリシリーズ 中国杯（上海）           | 3 60.44 | 3 108.95 | 3 169.39 |
| 2014年10月4日         | 2014年ジャパンオープン（さいたま）             | -       | 4 114.38 | 3 団体   |

| 2013-2014 シーズン    |                                                  |          |           |           |
| 開催日                | 大会名                                           | SP       | FS        | 結果      |
| 2014年3月24日 - 30日  | 2014年世界フィギュアスケート選手権（さいたま）   | 10 60.86 | 10 111.58 | 10 172.44 |
| 2014年2月6日 - 22日   | ソチオリンピック（ソチ）                         | 15 55.60 | 12 115.38 | 12 170.98 |
| 2014年1月20日 - 25日  | 2014年四大陸フィギュアスケート選手権（台北）     | 1 64.73  | 1 132.18  | 1 196.91  |
| 2013年12月20日 - 23日 | 第82回全日本フィギュアスケート選手権（さいたま） | 3 67.42  | 2 135.10  | 2 202.52  |
| 2013年11月22日 - 24日 | ISUグランプリシリーズ ロステレコム杯（モスクワ） | 9 49.24  | 6 113.22  | 7 162.46  |
| 2013年11月1日 - 3日   | ISUグランプリシリーズ 中国杯（北京）             | 4 57.33  | 4 108.62  | 4 165.95  |
| 2013年10月5日         | 2013年ジャパンオープン（さいたま）               | -        | 5 102.15  | 1 団体    |

| 2012-2013 シーズン    |                                                    |         |          |          |
| 開催日                | 大会名                                             | SP      | FS       | 結果     |
| 2013年3月10日 - 17日  | 2013年世界フィギュアスケート選手権（ロンドン）     | 3 66.64 | 7 123.09 | 4 189.73 |
| 2013年2月8日 - 11日   | 2013年四大陸フィギュアスケート選手権（大阪）       | 3 64.04 | 3 116.99 | 3 181.03 |
| 2012年12月20日 - 24日 | 第81回全日本フィギュアスケート選手権（札幌）       | 5 57.26 | 2 126.41 | 2 183.67 |
| 2012年11月9日 - 11日  | ISUグランプリシリーズ ロステレコム杯（モスクワ）   | 6 56.78 | 3 109.56 | 4 166.34 |
| 2012年10月26日 - 28日 | ISUグランプリシリーズ スケートカナダ（ウィンザー） | 4 56.21 | 4 111.83 | 3 168.04 |

| 2011-2012 シーズン     |                                                              |         |          |          |
| 開催日                 | 大会名                                                       | SP      | FS       | 結果     |
| 2012年4月19日 - 22日   | 2012年世界フィギュアスケート国別対抗戦（東京）               | 3 63.78 | 8 95.84  | 6 159.62 |
| 2012年3月26日 - 4月1日 | 2012年世界フィギュアスケート選手権（ニース）                 | 2 62.67 | 5 112.74 | 5 175.41 |
| 2012年2月9日 - 12日    | 2012年四大陸フィギュアスケート選手権（コロラドスプリングス） | 3 63.45 | 5 105.87 | 4 169.32 |
| 2011年12月22日 - 26日  | 第80回全日本フィギュアスケート選手権（門真）                 | 1 65.56 | 6 107.13 | 3 172.69 |
| 2011年11月18日 - 20日  | ISUグランプリシリーズ エリック・ボンパール杯（パリ）         | 4 55.77 | 4 105.54 | 4 161.31 |
| 2011年11月4日 - 6日    | ISUグランプリシリーズ 中国杯（上海）                         | 4 53.09 | 7 97.11  | 6 150.20 |

| 2010-2011 シーズン     |                                                        |          |          |          |
| 開催日                 | 大会名                                                 | SP       | FS       | 結果     |
| 2011年4月25日 - 5月1日 | 2011年世界フィギュアスケート選手権（モスクワ）         | 10 54.86 | 7 112.24 | 8 167.10 |
| 2011年1月30日 - 2月6日 | 第7回アジア冬季競技大会（アスタナ）                    | 1 54.48  | 1 122.56 | 1 177.04 |
| 2010年12月24日 - 27日  | 第79回全日本フィギュアスケート選手権（長野）           | 3 61.50  | 3 126.02 | 3 187.52 |
| 2010年12月9日 - 12日   | 2010/2011 ISUグランプリファイナル（北京）              | 3 61.47  | 2 117.12 | 3 178.59 |
| 2010年11月11日 - 14日  | ISUグランプリシリーズ スケートアメリカ（ポートランド） | 2 54.75  | 2 110.18 | 1 164.93 |
| 2010年10月21日 - 24日  | ISUグランプリシリーズ NHK杯（名古屋）                  | 2 56.10  | 5 94.06  | 3 150.16 |

| 2009-2010 シーズン       |                                                      |         |          |          |
| 開催日                   | 大会名                                               | SP      | FS       | 結果     |
| 2010年3月8日 - 14日      | 2010年世界ジュニアフィギュアスケート選手権（ハーグ） | 2 59.00 | 1 106.47 | 1 165.47 |
| 2009年12月25日 - 27日    | 第78回全日本フィギュアスケート選手権（門真）         | 5 60.28 | 5 116.33 | 5 176.61 |
| 2009年12月3日 - 6日      | 2009/2010 ISUジュニアグランプリファイナル（東京）    | 2 59.52 | 1 101.01 | 1 160.53 |
| 2009年11月21日 - 23日    | 第78回全日本フィギュアスケートジュニア選手権（横浜） | 1 58.96 | 1 106.89 | 1 165.85 |
| 2009年10月28日 - 11月1日 | 2009年アイスチャレンジ（グラーツ）                   | 1 59.40 | 1 111.01 | 1 170.41 |
| 2009年10月7日 - 10日     | ISUジュニアグランプリ クロアチア杯（ザグレブ）       | 1 59.74 | 1 95.18  | 1 154.92 |
| 2009年9月9日 - 12日      | ISUジュニアグランプリ トルン杯（トルン）             | 1 56.16 | 1 104.69 | 1 160.85 |

| 2008-2009 シーズン    |                                                            |         |         |          |
| 開催日                | 大会名                                                     | SP      | FS      | 結果     |
| 2009年3月6日 - 7日    | 2009年エイゴンチャレンジ杯 ジュニアクラス（ハーグ）        | 1 48.16 | 1 87.98 | 1 136.14 |
| 2008年12月25日 - 27日 | 第77回全日本フィギュアスケート選手権（長野）               | 7 55.74 | 8 92.09 | 7 147.83 |
| 2008年12月10日 - 14日 | 2008/2009 ISUジュニアグランプリファイナル（高陽）          | 2 51.04 | 3 90.59 | 4 141.63 |
| 2008年11月23日 - 24日 | 第77回全日本フィギュアスケートジュニア選手権（名古屋）     | 7 48.94 | 1 94.55 | 3 143.49 |
| 2008年10月15日 - 18日 | ISUジュニアグランプリ ジョン・カリー記念（シェフィールド） | 1 55.52 | 2 98.32 | 1 153.84 |
| 2008年9月24日 - 28日  | ISUジュニアグランプリ マドリード杯（マドリード）           | 2 46.58 | 3 80.29 | 3 126.87 |

| 2007-2008 シーズン    |                                                                |    |         |         |
| 開催日                | 大会名                                                         | SP | FS      | 結果    |
| 2007年10月27日 - 28日 | 第11回全日本フィギュアスケートノービス選手権 Aクラス（八戸市） |    | 5 71.60 | 5 71.60 |

| 2006-2007 シーズン    |                                                                |    |         |         |
| 開催日                | 大会名                                                         | SP | FS      | 結果    |
| 2006年10月28日 - 29日 | 第10回全日本フィギュアスケートノービス選手権 Aクラス（倉敷市） |    | 7 71.62 | 7 71.62 |

| 2005-2006 シーズン    |                                                               |    |         |         |
| 開催日                | 大会名                                                        | SP | FS      | 結果    |
| 2005年10月29日 - 30日 | 第9回全日本フィギュアスケートノービス選手権 Bクラス（川越市） |    | 2 65.30 | 2 65.30 |

| 2004-2005 シーズン    |                                                               |    |       |       |
| 開催日                | 大会名                                                        | SP | FS    | 結果  |
| 2004年10月23日 - 24日 | 第8回全日本フィギュアスケートノービス選手権 Bクラス（新宿区） |    | 4 4.0 | 4 4.0 |

| 2003-2004 シーズン    |                                                               |    |         |         |
| 開催日                | 大会名                                                        | SP | FS      | 結果    |
| 2003年10月25日 - 26日 | 第7回全日本フィギュアスケートノービス選手権 Bクラス（甲府市） |    | 10 10.0 | 10 10.0 |

## プログラム使用曲
（2006-2007:、2008-2009:、2009-2010:、2010-2011から2015-2016まで:）
| シーズン  | SP | FS | EX |
| --------- | --- | --- | --- |
| 2016-2017 | 歌劇『カルメン』より ジプシーダンス 作曲：ジョルジュ・ビゼー 振付：樋口美穂子                                                         | 星は光りぬ 歌劇『トスカ』より 作曲：ジャコモ・プッチーニ 振付：樋口美穂子                                                                                                 | |
| 2015-2016 | ロクサーヌのタンゴ 映画『ムーラン・ルージュ』より ボーカル：ユアン・マクレガー 振付：樋口美穂子                                       | 映画『SAYURI』より 作曲：ジョン・ウィリアムズ 振付：樋口美穂子 | タイム・トゥ・セイ・グッバイ ボーカル：サラ・ブライトマン、アンドレア・ボチェッリ |
| 2014-2015 | シンク・オブ・ミー 映画『オペラ座の怪人』より 作曲：アンドルー・ロイド・ウェバー ボーカル：エミー・ロッサム 振付：樋口美穂子          | 映画『オペラ座の怪人』より 作曲：アンドルー・ロイド・ウェバー ボーカル：ジェラルド・バトラー The Mirror 振付：樋口美穂子                                                  | ネクター・フラメンコ by エドアルド・ニエブラ フレンテ・ア・フレンテ by ルシア・メンデス 振付：山田満知子、樋口美穂子                                                                                               |
| 2013-2014 | バイオリン・ミューズ 曲：川井郁子 振付：樋口美穂子スウィングメドレー Catgroove、Libella Swing、Swing Bop 振付：シェイ＝リーン・ボーン | パパ・キャン・ユー・ヒア・ミー 映画『愛のイエントル』より 作曲：ミシェル・ルグラン 振付：パスカーレ・カメレンゴ                                                           | I Want to Spend My Lifetime Loving You 映画『マスク・オブ・ゾロ』より 作曲：ジェームズ・ホーナー ボーカル：マーク・アンソニー、ティナ・アリーナ 振付：樋口美穂子King of Anything 曲：サラ・バレリス 振付：佐藤有香 |
| 2012-2013 | プレイヤー・フォー・テイラー 作曲：マイケル・W・スミス 振付：マリナ・ズエワ                                                           | とろ火で 作曲：オラシオ・サルガン オブリビオン アディオス・ノニーノ 作曲：アストル・ピアソラ 振付：パスカーレ・カメレンゴ                                                 | Where you are ミュージカル『蜘蛛女のキス』より 作詞・作曲：ジョン・カンダー、フレッド・エッブRolling in the Deep Someone Like You 曲：アデル                                                                       |
| 2011-2012 | バイオリン・ミューズ 演奏：川井郁子 振付：山田満知子、樋口美穂子                                                                      | ヴァイオリン協奏曲 作曲：フェリックス・メンデルスゾーン 振付：マリナ・ズエワ                                                                                              | 愛は深く ボーカル：フィリッパ・ジョルダーノネクター・フラメンコ by エドアルド・ニエブラ フレンテ・ア・フレンテ by ルシア・メンデス                                                                                 |
| 2010-2011 | ジャンピン・ジャック 演奏：ビッグ・バッド・ブードゥー・ダディー 振付：山田満知子、樋口美穂子                                          | 映画『マスク・オブ・ゾロ』より 作曲：ジェームズ・ホーナー 振付：山田満知子、樋口美穂子                                                                                    | ビー・イタリアン 映画『NINE』より ボーカル：ステイシー・ファーガソン 作曲：モーリー・イェストン 振付：樋口美穂子                                                                                                   |
| 2009-2010 | ネクター・フラメンコ by エドアルド・ニエブラ フレンテ・ア・フレンテ by ルシア・メンデス 振付：山田満知子、樋口美穂子                  | 白鳥の湖 作曲：ピョートル・チャイコフスキー 振付：山田満知子、樋口美穂子                                                                                                  | ミス・ボルチモア・クラブ 映画『ヘアスプレー』より ボーカル：ミシェル・ファイファー 作曲：マーク・シャイマン |
| 2008-2009 | 映画『ライムライト』より 映画『モダン・タイムス』より 振付：山田満知子、樋口美穂子                                                    | ディアブロ・ロホ by ロドリーゴ・イ・ガブリエーラ セレクション・オブ・ホセ・ルイス・エンシナス バーモス・ア・バイラール by ジプシー・キングス 振付：山田満知子、樋口美穂子 | ベイビー・フェイス 振付：樋口美穂子 |
| 2006-2007 | - | コットンクラブ | - |

## メディア出演

### 現在の出演番組
- 所さんお届けモノです! (2018年 - 、毎日放送)  - レポーター(不定期出演)
- スイッチ!  (2022年4月5日 - 、 東海テレビ ) - 隔週火曜コメンテーター)
- 村上佳菜子の週刊愛ちっち (2020年6月4日 - 、東海テレビ)  - MC
- かんさい情報ネットten.（2022年4月 - 、読売テレビ） - コメンテーター
- ドデスカ!+ (2023年10月5日 - 、メ～テレ) - 木曜コメンテーター
- めざまし8 (2021年9月17日 - 、フジテレビ - コメンテーター

特番
- マチコとカナコのおしゃべりフィギュア（2018年3月31日・2019年10月25日・2021年10月20日・21日、メ～テレ）

### 過去の出演番組
- メレンゲの気持ち（2017年10月21日 - 2021年3月27日、日本テレビ） - MC
- 村上佳菜子の職レポ 〜企業の力で未来を豊かに〜(2021年10月2日 - 12月25日､ テレビ愛知)
- ニュースOne (2019年1月7日 - 2022年3月30日、 東海テレビ) - スポーツキャスター(かな☆スポ! 〈毎週月曜〉担当)
- デラメチャ気になる ! (2020年4月5日 - 2022年9月25日、テレビ愛知)
- バービー&村上佳菜子の編集長私、イイ女になりたいの。（2018年8月30日 - 2022年3月、FOD）- MC
- アップ! (2023年4月26日 - 9月27日、メ～テレ) - 隔週水曜コメンテーター

### テレビドラマ
- グッドワイフ 第2話（2019年1月20日、TBS） - 宝飾店店員 役[53]
- 愛知発地域ドラマ 「黄色い煉瓦〜フランク・ロイド・ライトを騙した男〜」（2019年11月27日、NHK BSプレミアム） - 佳野久美 役
- 『くりぃむしちゅーの掘れば掘るほどスゴイ人』ドラマパート「古賀稔彦物語」（2021年6月30日） - 長女 古賀ひより 役[54]
- イップス 第7話（2024年5月24日、フジテレビ） - 皇真白 役[55]

### CM
- 名鉄バス（2024年1月22日[56] - ）

### 吹き替え
- スペース・プレイヤーズ（2021年） - ホワイト・マンバ 役〈ダイアナ・トーラジ〉[57]

### ラジオ番組
- BRASS presents ブラス・ミュージック（2019年2月 - 、@FM） - パーソナリティ
- 杉浦太陽・村上佳菜子 日曜まなびより